# Arenga mindorensis
Arenga mindorensis är en enhjärtbladig växtart som beskrevs av Odoardo Beccari. Arenga mindorensis ingår i släktet Arenga och familjen Arecaceae. Inga underarter finns listade i Catalogue of Life.